# Organisation des pays exportateurs de pétrole
L'Organisation des pays exportateurs de pétrole (OPEP) (en anglais : Organization of Petroleum Exporting Countries [OPEC]), est une organisation intergouvernementale de pays visant à négocier avec les sociétés pétrolières pour tout ce qui touche à la production de pétrole, son prix et les futurs droits de concession. Son siège est à Vienne en Autriche. Les membres, qui constituent un cartel, se mettent d'accord sur la quantité et le prix du pétrole exporté.

## Histoire
L'OPEP est créée le 14 septembre 1960, lors de la Conférence de Bagdad, principalement à l'initiative du chah d'Iran Mohammad Reza Pahlavi. Le ministre saoudien du Pétrole et des Ressources minérales Abdullah Tariki et le ministre vénézuélien des Mines et des Hydrocarbures Juan Pablo Pérez Alfonso (en) le rejoignent ensuite. Ce dernier songeait créer une organisation internationale des pays producteurs de pétrole pour pallier la baisse du prix du baril (moins de 5 dollars américains à l'époque). À l'origine, seuls cinq pays en étaient membres : l'Arabie saoudite, l'Iran, l'Irak, le Koweït et le Venezuela.
Ils furent rejoints par d'autres pays producteurs :
- le Qatar en 1961. Cependant, dans un contexte de tensions géopolitiques croissantes depuis 2017 avec ses voisins dirigés par des régimes sunnites (Arabie saoudite, Émirats arabes unis et Bahreïn) lié à son rapprochement avec l'Iran chiite, le pays se retire finalement de l'organisation en janvier 2019. Pour des raisons diplomatiques, son gouvernement met cependant en avant la décision du pays de renoncer à l'exploitation du pétrole et de se concentrer sur l'exploitation du gaz naturel[6] ;
- l'Indonésie en 1962, qui se retire en 2008 et réintègre l'OPEP en janvier 2016[7] avant de quitter à nouveau l'organisation en décembre 2016;
- la Libye en 1962 ;
- Abou Dabi en 1967, qui avec six de ses voisins formera les Émirats arabes unis en 1971 ;
- l'Algérie en 1969 ;
- le Nigeria en 1971 ;
- l'Équateur en 1973, qui se retire en 1992 et y revient en 2007 avant de se retirer à nouveau en 2020[8] ;
- le Gabon en 1975, qui se retire en 1996 mais réintègre l'organisation en juillet 2016[9] ;
- l'Angola en 2007 et qui se retire le 21 décembre 2023 car le pays est en désaccord avec la révision des quotas décidée par l’organisation[10],[11] ;
- la Guinée équatoriale en 2017[12] ;
- la république du Congo en 2018[13].

Pendant les cinq premières années de son existence, son siège est situé à Genève, en Suisse. Il est déplacé le 1er septembre 1965 à Vienne en Autriche.
Le 21 décembre 1975 et lors d'un meeting, le siège de l'organisation est victime d'une prise d'otage dirigée par Carlos.
Le 12 mai 2006, lors d'un sommet Union européenne-Amérique latine, le président de la Bolivie, Evo Morales a déclaré à des journalistes vouloir que la Bolivie fasse partie de l'OPEP. Néanmoins, le pays n'est qu'un producteur mineur de pétrole. Le jour précédent, l'OPEP s'est engagé à prêter à un taux d'intérêt réduit 10 millions de dollars américains sur 20 ans à la Bolivie, pour aider ses universités publiques.
Fin novembre 2006, il a été annoncé qu'au terme de longues négociations, deux nouveaux pays ont accepté de rejoindre l'OPEP. L'Angola (deuxième producteur de pétrole d'Afrique subsaharienne après le Nigeria avec 1,4 million de barils par jour, et 2 millions de barils à la fin de 2007) est devenu le douzième membre de l'OPEP au 1er janvier 2007. Il sera suivi par l'Équateur, qui revient dans l'organisation. Ensemble, ils contribueront à la production de l'OPEP à hauteur d'environ 2,5 millions de barils par jour.

### Objectifs

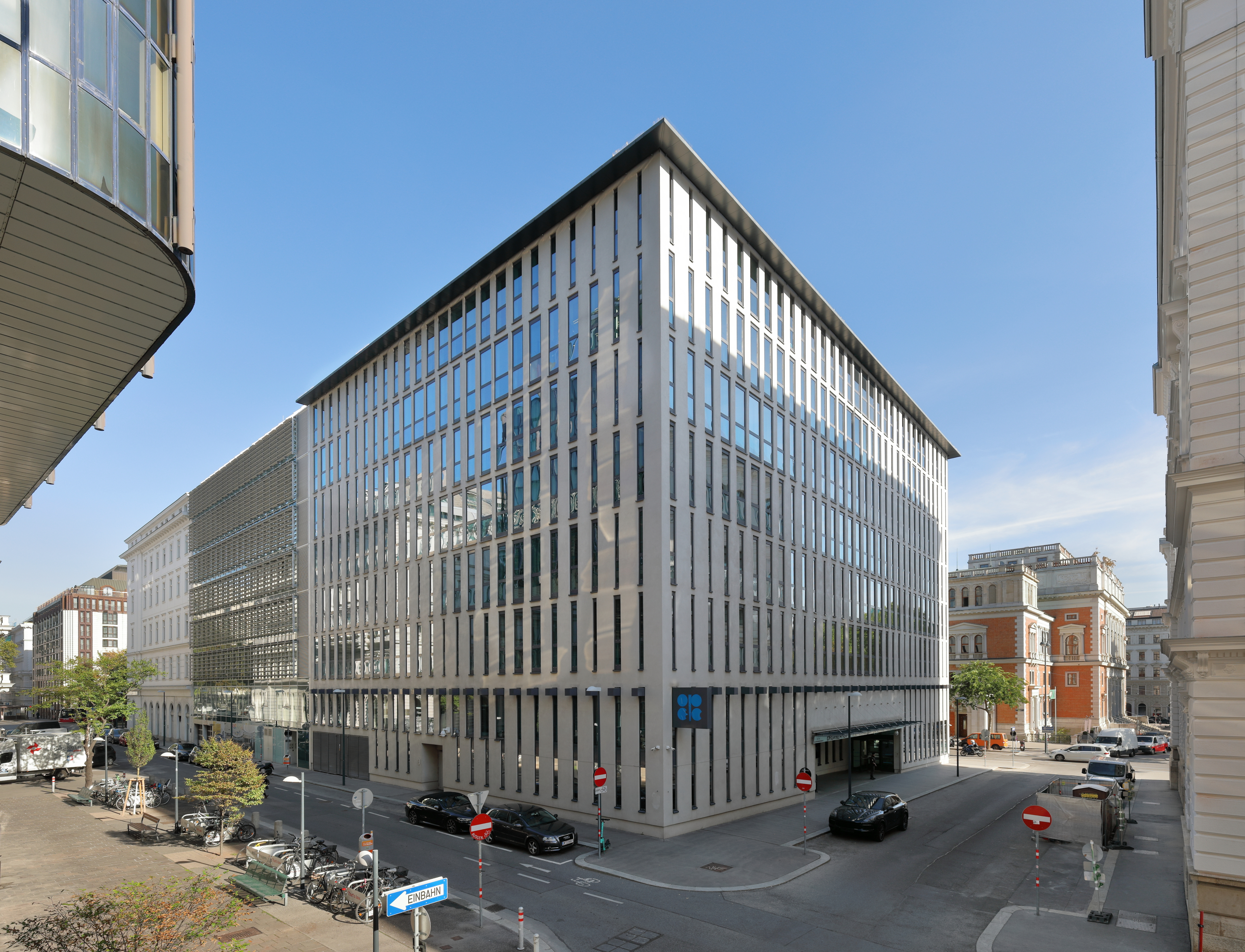
Siège de l'OPEP à Vienne en Autriche.

La création de l'OPEP vient du fait que jusque dans les années 1950-1970, les compagnies pétrolières avaient les pleins pouvoirs sur le cours du pétrole et imposaient leurs prix aux pays producteurs. C'est ainsi que les principaux pays producteurs décidèrent de se regrouper de manière à pouvoir influer sur le cours du pétrole. La prise de contrôle de la production de pétrole se fit par une politique de nationalisation.
Étant maîtres de leur production, les pays producteurs peuvent de cette manière influencer le cours du baril de pétrole et ainsi augmenter leurs revenus.
Les membres, qui constituent un cartel, se mettent d'accord sur la quantité et le prix du pétrole exporté.
L'idée originelle de Juan Pablo Pérez Alfonso en créant l'OPEP était, au-delà du fait de rendre les pays producteurs maîtres de leur production, de faire en sorte que les bénéfices liés au commerce juste du pétrole permettent le développement des pays sous-développés. Il s'éloigna de l'organisation qu'il avait créée voyant qu'elle ne traitait qu'avec les pays industrialisés qui étaient prêts à payer le prix fixé.

## Revenus pétroliers des pays de l'OPEP
La rente pétrolière apporte un revenu très fluctuant dans le temps (selon le cours du pétrole notamment), qui varie beaucoup selon le pays, surtout si on le rapporte au nombre d'habitants ; par exemple, selon l’EIA (2019), le revenu pétrolier s'est élevé en 2018 à 14 683 $ par habitant au Koweït (près de 4,2 millions d’habitants), alors qu'il n'était que de 212 $/hab pour le Nigéria (+/-200 millions d'habitants).
Quand le dollar baisse par rapport aux autres monnaies, les États de l'OPEP voient leurs revenus diminués pour les achats effectués dans d'autres monnaies, ce qui réduit leur pouvoir d'achat puisqu'ils continuent à vendre leur pétrole en dollars. Des contraintes locales (instabilités politiques, guerres) ou internationales (embargo...) influent aussi sur la disponibilité de la ressource pétrolière et donc son prix.
En 2018, l'ensemble des États de l'OPEP a bénéficié d'un revenu pétrolier s'élevant au total à environ 711 milliards de dollars (selon l’EIA), à comparer aux 538 milliards de dollars de 2017, du fait d'une hausse des prix moyens du pétrole brut et d'une hausse des exportations. L’Arabie saoudite recueille le tiers de cette manne (237 milliards de dollars en 2018) devant l’Irak (91 milliards de dollars), les Émirats arabes unis (74 G$), l’Iran (67 G$) et le Koweït (61 G$), les autres pays ayant tous perçu moins de 50 milliards de dollars en 2018.

## Mesures historiques, décisions prises par l'OPEP, désaccords

### 1973
L'OPEP décide une réduction significative de la production et un embargo contre les États-Unis et les Pays-Bas qui avaient soutenu Israël lors de la guerre du Kippour conduite par une coalition de l'Égypte et de la Syrie. Le baril passe brutalement de 3 dollars environ à 12 dollars.
Cette décision, qui déclenche le premier choc pétrolier, s'avère un puissant levier pour la promotion des exigences politiques arabes exprimées au Sixième sommet des chefs d'État arabes (novembre 1973).

### 1986
À l'automne 1985, le prix du pétrole dévisse et passe sous les 10 dollars à la suite d'une augmentation excessive de la production de l'Arabie saoudite. L'OPEP aboutit à l'été 1986 à un accord permettant de stabiliser les cours qui remonteront autour de 17 dollars en 1987.

### 2008-09
Avec l'émergence de la Chine dans les années 2000 et grâce à une demande toujours plus importante, le pétrole grimpe à des sommets, atteignant un record à 140 dollars. La crise financière met un coup d'arrêt à cette hausse : le baril tombe à moins de 35 dollars. Pour enrayer la chute, l'OPEP décide de réduire sa production de 4,8 millions de barils par jour en trois fois entre fin 2008 et début 2009. Le pétrole remonte au-dessus de 50 dollars.

### 2014
Avec l'essor du gaz et du pétrole de schiste aux États-Unis, l'offre mondiale dépasse largement la demande. Mi-2014, les cours passent de 110 à 75 dollars. En novembre 2014, l'OPEP décide de ne plus soutenir les prix, afin de protéger les parts de marchés du cartel et de tuer la production américaine avec un baril trop bon marché pour les producteurs de pétrole de schiste.

### 2016
Le 28 septembre 2016, l'OPEP, réunie à Alger, prend la décision de limiter la production de pétrole brut à un niveau de 32,5 à 33 millions de barils par jour,.
Le 30 novembre 2016, l'OPEP, réuni à Vienne, annonce être parvenu à un accord pour réduire sa production de 1,2 million de barils par jour à 32,5 millions. L'organisation pétrolière entérine donc ce qui avait été dessiné il y a deux mois à Alger. Dans le détail, l'Arabie saoudite est le pays qui contribue le plus à cet effort avec une réduction de sa production de 486 000 barils par jour. À cela il faut ajouter une baisse de 300 000 barils concédée par trois pays : les Émirats arabes unis, le Koweït et le Qatar. Cet accord est effectif le 1er janvier 2017 et s'ajoute à l'engagement de la Russie de réduire de 300 000 barils par jour sa production,.

### 2017
En mai, les pays membres de l’organisation et la Russie se réunissent au siège à Vienne afin de reconduire leurs quotas de production de pétrole jusqu’en mars 2018. Le but de cette action est de réduire les stocks mondiaux et de pouvoir peser sur les prix.
Durant cette réunion, les membres signent l’intégration d'un autre pays : la Guinée équatoriale. Ainsi en mai 2017, Gabriel Mbaga Obiang Lima, le ministre équatoguinéen des Mines et des Hydrocarbures, est accueilli par les représentants des autres pays membres au siège de l’organisation. La Guinée équatoriale devient alors officiellement le 14e membre de l'OPEP (le sixième pays africain).

### 2018
Le 23 septembre 2018, à Alger, est présentée la douzième édition du « OPEC World Oil Outlook » (WOO). Ce document permet d’avoir une analyse et une évaluation des défis, changements et perspectives qui attendent l'industrie pétrolière mondiale jusqu'en 2040,.
En décembre, l’OPEP se réunit avec pour objectif affiché la baisse de la production afin de contrer la baisse du prix du baril (62 $ le baril en décembre 2018, en baisse de 32 % par rapport à octobre 2018).
Face aux sanctions américaines, l’Iran connaît une chute de sa production mais l’Arabie saoudite, les E.A.U. et le Koweït ont augmenté leur production.
Le Qatar annonce qu’il va quitter l’organisation en janvier 2019, officiellement pour se concentrer sur sa production de gaz. Mais Téhéran affirme que cette décision confirme « la frustration des petits producteurs face au rôle dominant d’un groupe dirigé par les Saoudiens et la Russie ». Pour les Iraniens, ce groupe aurait la mainmise et déterminerait seul les baisses de production dans le but de réguler le prix du baril selon leurs besoins.

### L'évolution des producteurs OPEP sur la décennie 2010
| Production, en millions de barils par jour | 2012  | 2013  | 2014  | 2015  | 2016  |
| ------------------------------------------ | ----- | ----- | ----- | ----- | ----- |
| Arabie saoudite                            | 9,53  | 10,12 | 10,42 | 9,5   | 9,4   |
| Iran                                       | 2,81  | 2,85  | 3,54  | 3     | 2,68  |
| Irak                                       | 3,33  | 4     | 4,41  | 2,95  | 3,08  |
| Émirats arabes unis                        | 2,76  | 2,93  | 3,03  | 2,65  | 2,76  |
| Venezuela                                  | 2,46  | 2,46  | 2,24  | 2,5   | 2,5   |
| Nigeria                                    | 1,9   | 1,77  | 1,46  | 2,1   | 1,95  |
| Koweït                                     | 2,61  | 2,75  | 2,88  | 2,46  | 2,55  |
| Angola                                     | 1,66  | 1,76  | 1,71  | 1,78  | 1,72  |
| Libye                                      | 0,46  | 0,40  | 0,39  | 1,39  | 0,90  |
| Algérie                                    | 1,12  | 1,12  | 1,11  | 1,17  | 1,15  |
| Qatar                                      | 0,71  | 0,65  | 0,65  | 0,74  | 0,73  |
| Équateur                                   | 0,55  | 0,54  | 0,55  | 0,49  | 0,52  |
| Total                                      | 30,98 | 31,65 | 32,62 | 31,30 | 30,45 |

### 2020
En mars 2020, dans un contexte de très forte réduction de la demande à la suite de la pandémie de coronavirus, l'Arabie saoudite s'engage à une réduction d’un million de barils par jour pour l’OPEP si Moscou et ses partenaires s’engagent à une réduction de 500 000 barils par jour. La Russie s'oppose à cette proposition, entraînant une très forte chute des cours.
En avril, la Russie accepte de diminuer sa production après une division par trois des tarifs du baril en deux mois. L'accord entre l'Opep et la Russie doit aboutir à une baisse de production de 9,7 millions de barils par jour à partir de mai 2020. De nouvelles baisses de productions doivent être mises en place d'ici à mai 2022. Selon Mohammed Barkindo, secrétaire général de l'Opep, cette réduction est « la plus importante en volume sur la plus longue en durée » de l'histoire de l'organisation. En septembre 2020, les baisses de production ont été ramenées à 7,7 millions de barils par jour. Au 1er janvier 2021, ces quotas devaient être encore réduits à 5,8 millions mais, compte-tenu des impacts de la persistance de la pandémie de coronavirus, seule une augmentation de la production de 500 000 barils/jour est actée pour janvier lors de la réunion du 3 décembre 2020.

### 2021
Après l'augmentation de 500 000 barils/jour actée pour janvier, la baisse de production passe à 7,2 millions de barils par jour. Lors de la réunion du 5 janvier 2021, les participants conviennent de ne pas engager d'augmentation supplémentaire de la production en février et mars, à l'exception de la Russie et du Kazakhstan qui sont autorisés à augmenter leurs productions journalières respectivement de 65 000 et 10 000 barils/jour en février puis en mars. L'Arabie saoudite s'engage à compenser ces augmentations. La réduction passe alors de 7.2 en janvier à 7.125 en février et 7,05 millions de barils/jour en mars.
Le 18 juillet, les treize pays membres de l'Opep et leurs dix alliés s'entendent sur une hausse graduelle de leur production de pétrole de 400 000 barils par mois à partir du mois d'août jusqu'en septembre 2022,.

### 2023
Le 2 avril, l'OPEP+ (OPEP plus dix autres pays producteurs de pétrole dont la Russie) annonce une réduction de sa production de pétrole pour 2024, pour un volume total d'environ 1,16 Mbl/j (million de barils par jour), décision qu'elle motive par une volonté de maintenir la stabilité du marché pétrolier.
L'Angola décide de se retirer de l’OPEP le 21 décembre 2023 car le pays est en désaccord avec la révision des quotas décidée par l’organisation. La décision de l’Opep d’établir un quota de 1,11 million de barils/jour (bpj) pour l’Angola est à l'origine du désaccord, le pays visant son propre objectif de 1,18 million de bpj.

## Fonctionnement
L'OPEP cherche à réguler la production et le prix par un effort coordonné de ses pays membres, notamment en instaurant un système de quotas de production. Les membres constituent donc un cartel de producteurs. Ils se mettent d'accord sur la quantité de pétrole exporté, ce qui influence le prix du marché. En 2005, ses États membres possèdent 78,4 % des réserves estimées de pétrole et fournissent 43 % de la production mondiale de pétrole brut.
Les transactions de pétrole se faisant en dollars américains, le changement de la valeur du dollar par rapport aux monnaies des pays producteurs affecte les décisions de l'OPEP quant à la quantité à produire.
Les décisions de l'OPEP ont une certaine influence sur le cours mondial du pétrole. Un exemple est la crise pétrolière de 1973 lors de la guerre du Kippour : l'embargo de l'OPEP envers les pays occidentaux qui soutiennent Israël provoque une multiplication par quatre du cours pendant cinq mois (17 octobre 1973 - 18 mars 1974). Par la suite, le 7 janvier 1975, les pays de l'OPEP s'entendent pour augmenter le prix du pétrole brut de 10 %. Cependant, cette version historique du premier choc pétrolier est très fortement sujette à caution. D'une part, du fait que, les États-Unis ayant passé leur pic de production en 1970, il était de l'intérêt des majors de voir le prix du brut augmenter afin de pouvoir mettre en production le golfe du Mexique, l'Alaska, la mer du Nord. D'autre part l'embargo n'a jamais été effectif vis-à-vis des États-Unis : des pétroliers chargés en Arabie saoudite, après une escale à Bahreïn, livraient les États-Unis, en particulier au Vietnam.
À l'inverse d'autres cartels, l'OPEP a réussi à relever le prix du pétrole pendant de longues périodes. Le succès de l'organisation vient de la volonté de l'Arabie saoudite d'accepter de baisser sa production lorsque les autres dépassent leurs quotas. Ainsi la plupart des membres produisent au maximum de leur capacité et l'Arabie saoudite est la seule à avoir une capacité de réserve et la possibilité d'augmenter sa production si nécessaire.
La règle a très bien réussi dans les années 1970, amenant le cours du brut à rejoindre des niveaux qui n'avaient été atteints que par des produits raffinés. En revanche, à partir de 1983, le cours du baril s'effondre, et ne sera plus maîtrisé par l'OPEP pendant plusieurs années.
Par ailleurs, les marchés à terme de Londres (ICE) et de New York (NYMEX) jouent un rôle croissant dans la détermination des cours, retirant ainsi du pouvoir à l'OPEP. L'Iran a établi un contre-pouvoir à ces marchés en ouvrant, en février 2008, sa Bourse internationale iranienne du pétrole, où s'échangent dans un premier temps des dérivés du pétrole. Ces transactions ne s'effectuent plus en dollars mais en diverses autres monnaies (le rial iranien principalement).
Jusqu'à la guerre du Golfe de 1990-1991, le président irakien Saddam Hussein demandait à l'OPEP d'augmenter les cours du pétrole afin d'aider l'Irak et d'autres pays membres à résorber leur dette.
Depuis 1976, l'OPEP abonde le Fonds de l'OPEP pour le développement international, qui est une banque de développement dont le siège se trouve à Vienne.

## Pays membres

Pays membre de l'OPEP.

Les 12 pays membres sont :

### Afrique
Algérie
Premier pays à avoir réussi à nationaliser son industrie d'hydrocarbures le 24 février 1971, l'Algérie reste un membre important et stratégique de l'OPEP.
 Gabon
Ce pays fut membre de l'OPEP de 1975 à 1996 avant de quitter l'organisation. En juillet 2016, le Gabon réintègre l'organisation, devenant alors son 14e membre.
 Libye
La production de ce pays devrait fortement repartir à la hausse dans les années qui viennent, la levée des sanctions occidentales permettant de nouveaux investissements. Le pays offre un bon potentiel d'exploration, sa place dans l'OPEP devrait donc progresser. Cependant, début 2011 les mouvements de contestation vis-à-vis du régime remettent en cause cette progression au moins à court terme.
 Nigeria
Le Nigeria est un membre assez remuant de l'organisation. Sa production augmente fortement grâce à des développements en offshore profond, et le pays dépasse assez souvent son quota. Il a plusieurs fois exigé l'augmentation de son quota sous la menace de quitter l'OPEP. La raison est peut-être que son industrie pétrolière est la moins nationalisée de l'OPEP : elle est presque entièrement aux mains de multinationales. En août 2016, c'est l'ancien directeur de la compagnie nationale des hydrocarbures du Nigeria (NNPC) qui devient le secrétaire général de l'organisation. Ce dernier a déjà occupé ce poste par intérim en 2006.
 Guinée équatoriale
Troisième plus grand producteur de pétrole brut d’Afrique, la Guinée équatoriale avait fait sa demande d’intégration de l'OPEP en janvier 2017 et c'est cinq mois plus tard que le pays rejoint officiellement l’Organisation des pays exportateurs de pétrole, en mai 2017. Il devient ainsi, avec la Libye, l’Algérie, le Nigeria, le Gabon et l’Angola, le sixième pays africain à adhérer à l’organisation.
 République du Congo
Le pays intègre l'organisation en juin 2018, par esprit de « solidarité » et pour bénéficier du fonds OPEP, selon le ministre congolais des Affaires étrangères Jean-Claude Gakosso.

### Amérique du Sud
Venezuela
Sous la présidence d'Hugo Chávez, ce pays a pris un rôle bien plus actif dans l'OPEP, contribuant à redonner à celle-ci son statut d'arme géopolitique. Depuis la prise en compte dans les calculs de l'organisation du pétrole lourd (le Venezuela a de grosses réserves de sables bitumineux), le pays détient les plus importantes réserves du monde, devant l'Arabie saoudite. Cela fait sans doute partie d'une manœuvre plus vaste visant à contester l'hégémonie saoudienne dans l'organisation.

### Asie

#### Moyen-Orient
Arabie saoudite
Le chef historique de l'OPEP s'appuie sur les deuxièmes plus vastes réserves de pétrole du Monde après le Venezuela, son statut de plus grand producteur et exportateur, et le fait qu'il concentre presque toute la capacité de réserve. Le pays a besoin d'investissements énormes en permanence pour remplacer la production perdue par l'épuisement des gisements (semble-t-il quelque 800 000 bbl/j chaque année), et sa production comprend une part croissante de pétroles de qualité basse à moyenne.
 Émirats arabes unis
Les Émirats sont une confédération créée seulement en 1971. Avant cette date, seule celui d'Abou Dabi était déjà membre de l'OPEP. Les autres émirats n'y ont jamais adhéré et ne se considèrent alors pas liés par les quotas — leur production est de toute façon faible et en déclin. Abou Dabi est un grand producteur, mais tous ses gisements significatifs sont exploités depuis plus de 30 ans.
 Irak
Le statut de l'Irak est en quelque sorte en suspens depuis le conflit récent. Le pays est encore nominalement membre de l'OPEP, mais n'est plus inclus dans les quotas. Le pays pourrait avoir des réserves parmi les plus vastes de l'OPEP, mais le nouveau régime n'a pas encore clarifié ses intentions.
 Iran
L'Iran est un pilier historique de l'OPEP, et démontre à nouveau aujourd'hui sa détermination à utiliser l'arme pétrolière comme moyen de pression contre les États-Unis. Ses grands gisements connaissent une grave déplétion, le pays parvenant à peine à produire autant que les quotas de production l'y autorisent.
 Koweït
Ce pays a la particularité d'avoir des réserves concentrées en grande partie dans un seul gisement. Ce gisement semble avoir atteint le pic de production, et les réserves officielles sont largement contestées, y compris à l'intérieur du pays, dans un contexte de grands changements politiques.

### Cas de l'Équateur, du Gabon, de l’Indonésie et du Qatar
Pour les pays qui exportent du pétrole à un volume relativement faible, leur pouvoir de négociation est très limité en tant que membres de l'OPEP. Ce dernier ne justifierait pas nécessairement les quotas de production et les coûts d'adhésion imposés par l'OPEP. Ainsi, alors qu'il l'avait intégré en 1973, l'Équateur se retire de l'OPEP en décembre 1992. Quito ne souhaitait pas payer les 2 millions de dollars de cotisation annuelle et jugeait nécessaire de produire plus de pétrole que l'autorisait les quotas de l'OPEP à l'époque. Il rejoindra l'organisation en octobre 2007.
En janvier 1995, des préoccupations similaires ont incité le Gabon à suspendre son adhésion à l'OPEP. 21 ans plus tard, il réintègre l'organisation, en juillet 2016.
En mai 2008, l'Indonésie annonce qu'elle va quitter l'OPEP. Pour faire face à un besoin croissant de brut, elle passe d'exportateur à importateur de pétrole et se voit même incapable d'atteindre son quota de production imposé par l'OPEP. Elle rejoint l'organisation en janvier 2016. Mais elle décide de suspendre son adhésion une nouvelle fois lors de la 171e conférence de l'OPEP le 30 novembre 2016.
Le 3 décembre 2018, le Qatar annonce son retrait de l'OPEP au début de 2019. 
Le 1er janvier 2020, l'Équateur a quitté l'OPEP. L'Angola annonce son retrait le 21 décembre 2023.

### Autres pays producteurs non membres de l'OPEP, création de l'OPEP+
Certains pays producteurs de pétrole importants, dont certains sont exportateurs nets, ne sont pas membres de l'OPEP. C'est le cas en 2025 du Canada, du Soudan, du Mexique, du Royaume-Uni, de la Norvège, des États-Unis, de la Russie, d'Oman et du Guyana.
Mais certains experts estiment que les États-Unis étaient un membre de facto de l'OPEP pendant leur occupation de l'Irak. Cela en raison de leur hégémonie de l'autorité provisoire de la Coalition de 2003 à 2004. Mais cela n'a jamais été acté par l'OPEP, aucun représentant des États-Unis n'ayant assisté à titre officiel aux réunions.
En 2016, les membres de l’OPEP se sont associés avec dix autres pays producteurs pour limiter leur production : Azerbaïdjan, Bahreïn, Brunei, Kazakhstan, Malaisie, Mexique, Oman, Russie, Soudan et Soudan du Sud. Cette alliance est connue désormais sous le nom d’« OPEP+ ». Cette alliance est mise à rude épreuve dans le cadre de la baisse mondiale de demande en pétrole à la suite de la pandémie de Covid-19 au printemps 2020.
Le Brésil rejoint l'OPEP+ le 1er janvier 2024.

## Secrétaires généraux
| Début de mandat  | Fin de mandat    | Secrétaire général                      | Pays                |
| 21 janvier 1961  | 30 avril 1964    | Dr Fuad Rouhani (en)                    | Iran                |
| 1er mai 1964     | 30 avril 1965    | Dr Abdul Rahman al-Bazzaz (en)          | Irak                |
| 1er mai 1965     | 31 décembre 1966 | Ashraf T. Lutfi                         | Koweït              |
| 1er janvier 1967 | 31 décembre 1967 | Mohammad Saleh Joukhdar                 | Arabie saoudite     |
| 1er janvier 1968 | 31 décembre 1968 | Dr Francisco R. Parra                   | Venezuela           |
| 1er janvier 1969 | 31 décembre 1969 | Dr Elrich Sanger                        | Indonésie           |
| 1er janvier 1970 | 31 décembre 1970 | Omar El-Badri                           | Libye               |
| 1er janvier 1971 | 31 décembre 1972 | Dr Nadim al-Pachachi (en)               | Émirats arabes unis |
| 1er janvier 1973 | 31 décembre 1974 | Dr Abderrahman Khène                    | Algérie             |
| 1er janvier 1975 | 31 décembre 1976 | Meshach Otokiti Feyide                  | Nigeria             |
| 1er janvier 1977 | 31 décembre 1978 | Ali M. Jaidah                           | Qatar               |
| 1er janvier 1979 | 30 juin 1981     | René G. Ortiz                           | Équateur            |
| 1er juillet 1981 | 30 juin 1983     | Marc Saturnin Nan Nguéma                | Gabon               |
| 19 juillet 1983  | 31 décembre 1983 | Dr Mana Saeed Otaiba (en)               | Émirats arabes unis |
| 1er janvier 1984 | 31 octobre 1984  | Kamal Hassan Maghur (en)                | Libye               |
| 31 octobre 1984  | 9 décembre 1985  | Dr Subroto (en)                         | Indonésie           |
| 1er janvier 1986 | 30 juin 1986     | Dr Arturo Hernández Grisanti            | Venezuela           |
| 1er juillet 1986 | 30 juin 1988     | Dr Alhaji Rilwanu Lukman                | Nigeria             |
| 1er juillet 1988 | 30 juin 1994     | Dr Subroto                              | Indonésie           |
| 1er juillet 1994 | 31 décembre 1994 | Abdallah Salem el-Badri (en)            | Libye               |
| 1er janvier 1995 | 31 décembre 2000 | Dr Alhaji Rilwanu Lukman                | Nigeria             |
| 1er janvier 2001 | 30 juin 2002     | Dr Alí Rodríguez Araque                 | Venezuela           |
| 1er juillet 2002 | 31 décembre 2003 | Dr Alvaro Silva Calderón                | Venezuela           |
| 1er janvier 2004 | 31 décembre 2004 | Dr Purnomo Yusgiantoro (en)             | Indonésie           |
| 1er janvier 2005 | 31 décembre 2005 | Cheikh Ahmed Al-Fahad Al-Ahmed Al-Sabah | Koweït              |
| 1er janvier 2006 | 31 décembre 2006 | Dr Edmund Maduabebe Daukoru (en)        | Nigeria             |
| 1er janvier 2007 | 31 juillet 2016  | Abdallah Salem el-Badri                 | / Libye             |
| 1er août 2016    | 5 juillet 2022   | Mohammed Barkindo                       | Nigeria             |
| 5 juillet 2022   |                  | Haitham al-Ghais                        | Koweït              |

### Infographie
- Horia Mustafa Douine, « Pétrole : quel est le rôle de l'Opep ? Réponse en cinq graphiques », sur le Figaro, 19 décembre 2018 (consulté le 26 avril 2019)

### Articles relatifs à la géopolitique et au pétrole au Moyen-Orient
Géopolitique régionale :
- Géopolitique du Moyen-Orient au XXIe siècle
- Politique au Moyen-Orient
- Guerre froide au Moyen-Orient
- Géopolitique du golfe Persique
- Géopolitique en mer Méditerranée orientale
- Ressource hydrique

Organisations régionales :
- Ligue arabe
- Conseil de coopération du Golfe
- OPAEP
- OPA

Par pays :
- Politique étrangère de l'Arabie saoudite
- Politique étrangère de l'Iran
- Politique étrangère d'Israël
- Politique étrangère du Qatar
- Politique étrangère de la Turquie

Pétrole :
- Géopolitique du pétrole
- Cartel des sept sœurs
- Choc pétrolier
- Pétrole
- Cours du pétrole
- Pétrodollar
- Région pétrolifère
- Crise pétrolière de 1973
- Crise pétrolière de 1979